# Strouss
Strouss was een warenhuis dat actief was in de Amerikaanse staten Ohio en Pennsylvania.

## Geschiedenis

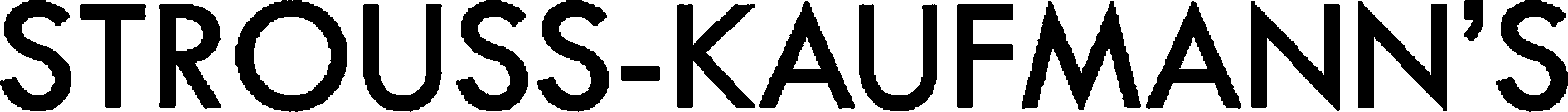
Het transitielogo van Strouss-Kaufmann

Het bedrijf werd opgericht in 1875 in Youngstown (Ohio) als Strouss-Hirshberg Co. door Isaac Strouss en Bernard Hirshberg, twee jonge Amerikanen van Joodse afkomst. Het was lange tijd het belangrijkste warenhuis in de Mahoning- en Shenangovalleien. Onder het eigenaarschap van May Department Stores, dat Strouss in 1947 kocht, werd de naam ingekort tot Strouss en werd de winkel uitgebreid naar noordelijk Ohio en westelijk Pennsylvania onder leiding van C.J. Strouss, destijds president van Strouss. In 1986 besloot May Company om de Strouss-divisie samen te voegen met Kaufmann's. In 1987 sloot May veel van haar voormalige vestigingen, deels vanwege de economische malaise in het grootstedelijk gebied Youngstown en een strategische beslissing van May Company om zich te richten op uitsluitend winkelcentra binnen de Kaufmann's-divisie.